# Hästskotjärnen (Järvsö socken, Hälsingland)
Hästskotjärnen är en sjö i Ljusdals kommun i Hälsingland och ingår i Ljusnans huvudavrinningsområde.